# DD Productions
DD Productions est une société de production cinématographique fondée par Gérard Depardieu,.

## Historique
Fondée en 1983 par Gérard Depardieu, elle est conduite avec des administrateurs tous membres de sa famille,.
Elle a produit un grand nombre de célèbres films français, dont la majorité met Gérard Depardieu à l'affiche.
Une de ses co-productions marquantes est Les Compères, où le financement est notamment partagé avec Pierre Richard via Fideline Films.

## Filmographie
- 1983 : Les Compères
- 1984 : Le Tartuffe de Gérard Depardieu
- 1985 : Une femme ou deux
- 1986 : Tenue de soirée
- 1986 : Jean de Florette
- 1986 : Manon des sources
- 1986 : Les Fugitifs
- 1988 : Drôle d'endroit pour une rencontre
- 1988 : Camille Claudel
- 1989 : Deux
- 1989 : Trop belle pour toi
- 1989 : Cyrano de Bergerac
- 1990 : Uranus
- 1990 : Green Card
- 1991 : Merci la vie
- 1991 : Mon père, ce héros
- 1991 : Tous les matins du monde d'Alain Corneau
- 1991 : Les Branches de l'arbre
- 1993 : Germinal
- 1994 : Une pure formalité
- 2009 : Bellamy de Claude Chabrol